# Бандунг
Бандунг (на индонезийски: Bandung) е град в Индонезия. Населението му е 2 394 873 жители (2010 г.) – 3-ти по население в страната. Има площ от 167,67 кв. км. Намира се на 768 м н.в. в часова зона UTC+7 на около 140 км югоизточно от Джакарта.

## Побратимени градове
- Бари
- Брауншвайг
- Маями
- Форт Уърт